# Grand Saline
Pour les articles homonymes, voir Saline.
La ville américaine de Grand Saline est située dans le comté de Van Zandt, dans l’État du Texas. Sa population s’élevait à 3 136 habitants lors du recensement des États-Unis de 2010.

## Source
- (en) Cet article est partiellement ou en totalité issu de l’article de Wikipédia en anglais intitulé « Grand Saline, Texas » (voir la liste des auteurs).